# Bestuurlijke indeling van Myanmar

De bestuurlijke indeling van Myanmar

Myanmar of Birma is onderverdeeld in 21 administratieve subdivisies, waaronder:
| Soort                     | Birmaanse naam | # |
| ------------------------- | -------------- | - |
| Staat                     | ပြည်နယ်           | 7 |
| Regio                     | တိုင်းဒေသကြီး          | 7 |
| Union Territory           | ပြည်တောင်စုနယ်မြေ       | 1 |
| Zone met eigen bestuur    | ကိုယ်ပိုင်အုပ်ချုပ်ခွင့်ရဒေသ  | 5 |
| Divisie met eigen bestuur | ကိုယ်ပိုင်အုပ်ချုပ်ခွင့်ရ တိုင်း | 1 |

De regio's werden voor augustus 2010 divisies genoemd en vijf zijn vernoemd naar hun hoofdstad, behalve Ayeyarwady en Tanintharyi. De regio's zijn overwegend etnisch het thuisland van de Birmanen, terwijl in de zones en divisies in eigen beheer de etnische minderheden vaak dominant zijn.
De regio met de meeste inwoners is Mandalay en Yangon is het dichtstbevolkt. Kayah is de staat met de minste inwoners. Shan is de grootste en Yangon de kleinste. 
De staten en divisies zijn onderverdeeld in districten (ခရိုင်). Die zijn op hun beurt weer onderverdeeld in townships (မြို့နယ်), die weer onderverdeeld zijn in plaatsen (မြို့), wijken (ရပ်ကွက်) en landstreken met dorpjes (ကျွေးရွာအုပ်စု). Die landstreken bestaan uit aangrenzende dorpen (ကျေးရွာ).

## Administratieve regio's

### Staten, regio's en Union Territory's
| Naam                      | Birmaans      | Hoofdstad   | Vlag | ISO   | Historische regio | Inwoners (volkstelling 2014) | Gebied (km²) | Soort           |
| ------------------------- | ------------- | ----------- | ---- | ----- | ----------------- | ---------------------------- | ------------ | --------------- |
| Ayeyarwady                | (my)          | Pathein     |      | MM-07 | Laag              | 6.175.123                    | 35.031,8     | Regio           |
| Bago                      | (my)          | Bago        |      | MM-02 | Laag              | 4.863.455                    | 39.402,3     | Regio           |
| Chin                      | ချင်းပြည်နယ်        | Hakha       |      | MM-14 | West              | 478.690                      | 36.018,8     | Staat           |
| Kachin                    | ကချင်ပြည်နယ်       | Myitkyina   |      | MM-11 | Noord             | 1.689.654                    | 89.041,8     | Staat           |
| Kayah                     | ကယားပြည်နယ်        | Loikaw      |      | MM-12 | Oost              | 286.738                      | 11.731,5     | Staat           |
| Kayin                     | ကရင်ပြည်နယ်       | Pa-an       |      | MM-13 | Zuid              | 1.431.377                    | 30.383       | Staat           |
| Magway                    | မကွေးတိုင်းဒေသကြီး       | Magway      |      | MM-03 | Centraal          | 3.912.791                    | 44.820,6     | Regio           |
| Mandalay                  | မန္တလေးတိုင်းဒေသကြီး     | Mandalay    |      | MM-04 | Centraal          | 6.145.588                    | 37.945,6     | Regio           |
| Mon                       | မွန်ပြည်နယ်        | Mawlamyaing |      | MM-15 | Zuid              | 2.050.282                    | 12.296,6     | Staat           |
| Rakhine                   | ရခိုင်ပြည်နယ်       | Sittwe      |      | MM-16 | West              | 3.188.963                    | 36.778,0     | Staat           |
| Shan                      | ရှမ်းပြည်နယ်        | Taunggyi    |      | MM-17 | Oost              | 5.815.384                    | 155.801,3    | Staat           |
| Sagaing                   | စစ်ကိုင်းတိုင်းဒေသကြီး     | Sagaing     |      | MM-01 | Noord             | 5.320.299                    | 93.704,8     | Regio           |
| Tanintharyi               | တနင်္သာရီတိုင်းဒေသကြီး    | Dawei       |      | MM-05 | Zuid              | 1.406.434                    | 44.344,9     | Regio           |
| Yangon                    | ရန်ကုန်တိုင်းဒေသကြီး     | Yangon      |      | MM-06 | Laag              | 7.355.075                    | 10.276,7     | Regio           |
| Naypyidaw Union Territory | နေပြည်တော် ပြည်တောင်စုနယ်မြေ | Naypyidaw   |      | MM-18 | Centraal          | 1.158.367                    | 7.054        | Union Territory |

### Zones en divisies met eigen bestuur

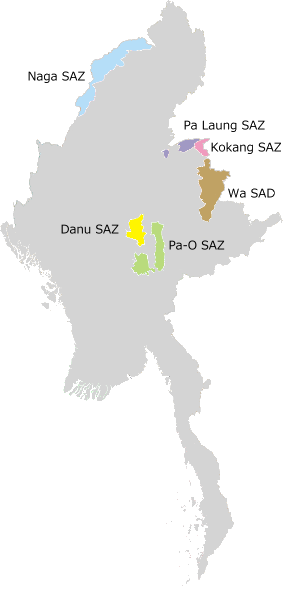
Zones en divisies met een eigen bestuur in Myanmar

Staten van Myanmar
Regio's van Myanmar

| Naam     | Birmaans         | Hoofdstad | Hist. regio | Soort                     |
| -------- | ---------------- | --------- | ----------- | ------------------------- |
| Danu     | ဓနုကိုယ်ပိုင်အုပ်ချုပ်ခွင့်ရဒေသ  | Pindaya   | Oost        | Zone met eigen bestuur    |
| Kokang   | ကိုးကန့်ကိုယ်ပိုင်အုပ်ချုပ်ခွင့်ရဒေသ | Laukkai   | East        | Zone met eigen bestuur    |
| Naga     | နာဂကိုယ်ပိုင်အုပ်ချုပ်ခွင့်ရဒေသ  | Lahe      | Noord       | Zone met eigen bestuur    |
| Pa-O     | ပအိုဝ့်ကိုယ်ပိုင်အုပ်ချုပ်ခွင့်ရဒေသ | Hopong    | Oost        | Zone met eigen bestuur    |
| Pa Laung | ပလောင်းကိုယ်ပိုင်အုပ်ချုပ်ခွင့်ရဒေသ | Namhsan   | Oost        | Zone met eigen bestuur    |
| Wa       | ဝကိုယ်ပိုင်အုပ်ချုပ်ခွင့်ရတိုင်း   | Hopang    | Oost        | Divisie met eigen bestuur |

## Administratiestelsel
De administratieve structuur van de staten, regio's en zelf-bestuurde van lichamen is in de nieuwe grondwet in 2008 aangenomen.

### Staten en regio's
Elke staat of regio heeft een regionale overheid, bestaande uit een eerste minister andere ministers en een advocaat-generaal. De wetgevende macht zetelt in de Staat Hluttaws of de Regionale Hluttaws, die bestaan uit verkozen burgers en vertegenwoordigers van de krijgsmacht.

### Naypyidaw Union Territory
De grondwet stelt dat Naypyidaw een grondgebied van de unie is, onder de directe toediening van de president. Dagelijkse taken worden namens de president door de raad van Naypyidaw uitgevoerd, welke geleid wordt door een voorzitter. De voorzitter en leden van de raad worden gekozen door de president en zullen bestaan uit burgers en vertegenwoordigers van de krijgsmacht.

### Zones en divisies met eigen bestuur
Zones en divisies met eigen bestuur worden bestuurd door een uitvoerende macht. De uitvoerende macht bestaat uit ten minste tien leden en bevat leden van de Hluttaws en andere leden, gekozen door de krijgsmacht. De uitvoerende macht heeft uitvoerende en wetgevende bevoegdheden. De voorzitter is de leider van elke uitvoerende macht.

## Geschiedenis

### Britse kolonisatie
In 1900 was Myanmar een provincie van Brits-Indië en was het verdeeld in twee subdivisies: Laag Myanmar, met als hoofdstad Rangoon, onderverdeeld in vier divisies (Arakan, Irrawaddy, Pegu, Tenasserim) en Opper-Myanmar, met als hoofdstad Mandalay, onderverdeeld in zes divisies (Meiktila, Minbu, Sagaing, de Noordelijke Gefedereerde Shanstaten en de Zuidelijke Gefedereerde Shanstaten).
In 1940 veranderde de naam van de divisie Minbu naar Magwe en Meiktila werd een onderdeel van Mandalay.

### Na de onafhankelijkheid
Bij de onafhankelijkheid op 4 januari 1948 werd het gebied van de Chin-heuvels afgesplitst van de Arakan-divisie om de Chin-staat te vormen. De Kachin-staat werd gevormd door de districten Myitkyina en Bhamo uit de Mandalay-divisie te halen. De Karen-staat werd gecreëerd uit de districten Amherst, Thaton en Toungoo uit de divisie Tenasserim. De staat Karenni werd gescheiden van de Federated Shan States en de Shan-staat werd gevormd door het samenvoegen van de Federated Shan States en de Wa-staten.
In 1952 werd de Karenni-staat hernoemd naar Kayah. In 1964 werd de divisie Rangoon afgesplitst van de divisie Pegu; de hoofdstad van deze laatste werd de stad Pegu. De staat Karen ten slotte werd de staat Kawthule.
In 1972 kwamen de districten Hanthawaddy en Hmawbi onder het bestuur van de Rangoon-divisie.
Nadat Ne Win in 1974 een grondwet introduceerde, werd de Chin-divisie een staat, en men verlegde de hoofdstad van Falam naar Hakha. De naam van de staat Kawthule werd opnieuw de vroeger naam Karen en de Mon-staat werd afgesplitst van de Tenassarim-divisie. De hoofdstad van Mon werd Moulmien, die van Tenassarim werd Tavoy. Daarenboven werd de divisie Rakhine een staat.
Na de staatsgreep van de militaire junta in 1989 werden de Engelstalige namen van veel divisies gewijzigd om beter aan te sluiten met de Birmaanse uitspraak.

### Grondwet van 2008
De grondwet van 2008 bedong de hernoeming van de zeven divisies (တိုင်း), naar regio's (တိုင်းဒေသကြီး). Het bedong ook de schepping van territoriale unies, die bestonden uit de hoofdstad Naypyidaw en de zones met eigen bestuur (ကိုယ်ပိုင်အုပ်ချုပ်ခွင့်ရဒေသ) en divisies met eigen bestuur (ကိုယ်ပိုင်အုပ်ချုပ်ခွင့်ရတိုင်း).
Op 20 augustus 2010 kondigde de overheid de nieuwe namen en de zelfbesturende gebieden aan.